# Felipe Acedo Colunga
Felipe Acedo Colunga (Palma de Mallorca, 6 de septiembre de 1896-Madrid, 25 de septiembre de 1965) fue un abogado, militar y político español, gobernador civil de Barcelona durante la dictadura franquista. También fue general auditor del Ejército del Aire.

## Biografía

### Carrera militar
Hijo de un militar originario de Olvera (Cádiz), estudió la carrera de derecho ingresando en el cuerpo jurídico militar. En 1917 pasó al servicio de la aviación militar y en 1920 estuvo destinado como piloto, hasta 1932, participando en los combates de la guerra del Rif.
Fue Consejero Togado del Aire en el Consejo Supremo de Justicia Militar y delegado del gobierno en Telefónica desde 1947 hasta su fallecimiento.
Tras la proclamación de la Segunda República, participó en la sublevación de Sanjurjo de 1932, asumiendo el mando del aeródromo de Tablada. Posteriormente fue procesado por estos hechos, quedando disponible forzoso de cuya situación salió para entrar como fiscal en los consejos de guerra de la revolución de Asturias de 1934, haciéndose cargo de la acusación de los dirigentes revolucionarios, entre ellos el líder socialista Ramón González Peña.

### Guerra civil
Al inicio de la guerra civil española tomó parte activa junto a los sublevados, como fiscal durante los primeros meses y participando activamente en la represión franquista. Desde noviembre de 1936, fue nombrado fiscal jefe del Ejército de Ocupación franquista. Participó en numerosos consejos de guerra sumarísimos contra militares y civiles leales a la República, celebrados en Madrid, Bilbao, Santander o el frente de Levante. También integró consejos de guerra en el sur del país, entre los que destacan los siguientes: en Huelva actuó en el proceso contra el gobernador civil Diego Jiménez Castellano y los tenientes coroneles Julio Orts Flor (Guardia Civil) y Alfonso López Vicencio (Carabineros), asesinados públicamente el 4 de agosto de 1936, y días después contra el abogado y diputado socialista onubense Juan Gutiérrez Prieto; en Sevilla, contra el general Miguel Campins, asesinado el 16 de agosto de 1936, y contra el coronel Santiago Mateo Fernández, asesinado el 18 de septiembre; en Cádiz, contra el gobernador Mariano Zapico y varios militares leales, también asesinados.
En las memorias de la fiscalía que redactaba personalmente, Acedo describía la misión que realizaba en aquellos momentos:

«Hay que desinfectar previamente el solar patrio. Y he aquí la obra —pesadumbre y gloria— encomendada por azar del destino a la justicia militar (...) Hoy al terminarse en julio del 36 el proceso de nuestra decadencia histórica con esta inmensa hoguera donde se está eliminando tanta escoria, aparecen problemas de una magnitud extraordinaria que exceden y superan todo límite»

El 15 de enero de 1939 redactó una Memoria del fiscal del Ejército de Ocupación, exposición detallada de los fundamentos ideológicos de la represión que sentó las bases de las futuras leyes de Responsabilidades Políticas y de Represión de la Masonería y el Comunismo. En dicho documento, que conjugaba —según Ángel Viñas— «la tradición de la Inquisición española y los principios fundamentales del derecho penal nazi», Acedo Colunga defendía el exterminio físico, moral y económico tanto de los criminales del bando republicano como de todos los que manifestasen dicha ideología o fuesen masones, comunistas o anarquistas.
El 8 de julio de 1939 Julián Besteiro es sometido a un consejo de guerra bajo la acusación de «Delito de Adhesión a la Rebelión Militar». El fiscal era el teniente coronel Acedo que a pesar de reconocer que Julián Besteiro era un hombre honesto e inocente de cualquier crimen de muerte pidió para él la pena capital. Su supuesto crimen era haber promovido un socialismo moderado mucho más peligroso que el socialismo revolucionario.

### Franquismo
Al crearse el Ministerio del Aire, en 1939 pasó a ser su asesor general. Fue consejero nacional y jefe provincial del Movimiento de Barcelona, desde el 17 de marzo de 1951 hasta 1960. 
Durante su mandato en Barcelona aborda una coordinada política de la vivienda, con la represión del barraquismo. También replanteó el problema de las escuelas y mantuvo tenso el mecanismo de los abastecimientos. En 1952 emitió una circular en la que obligaba a hacer un censo de barracas y ordenaba evacuar a las personas que no acreditasen vivir en un domicilio autorizado o no tener un contrato de trabajo. El Servicio Municipal para la Represión de la Construcción de Nuevas Barracas, creado en 1949 y liderado por el subinspector de la Guardia Urbana Eduardo Fernández Ortega, recluyó a familias enteras durante meses en el pabellón de las Misiones o en el estadio de Montjuïc a la espera de volver a su lugar de origen.
Asimismo obliga al dibujante Joaquín Muntañola Puig a dejar de dibujar las blancas historietas Don Felipe que aparecían cada día en El Correo Catalán, porque el personaje bajito y calvo que las protagonizaba tenía su mismo nombre. Fue cesado en 1960 por su incapacidad para combatir el resurgido catalanismo sin, paralelamente, afectar a la sensibilidad de los regionalistas conservadores que apoyaban al régimen.

### La ampliación del estadio del FC Barcelona
El engrandecimiento del Fútbol Club Barcelona en los años cincuenta puso a sus dirigentes ante la necesidad de ampliar el Campo de Las Corts o construir un estadio nuevo. El 11 de marzo de 1951 tomó posesión el nuevo alcalde de la ciudad condal, Antonio María Simarro. Con este alcalde y Francisco Miró-Sans como nuevo presidente del Barça, se acordó la primera recalificación. Para ello era necesaria la modificación de la urbanización de los terrenos adquiridos tres años antes entre la riera blanca y la Maternidad, mediante la supresión de las futuras calles transversales que atravesaban hipotéticamente los terrenos. Acedo ordenó años más tarde el desalojo por la fuerza de los terrenos que ocupaban los arrendatarios legales y las chabolas de inmigrantes para que se pudieran comenzar las obras del campo.

«...Conviene decir que no todos los terrenos adquiridos están totalmente libres y a nuestra disposición, puesto que se está desalojando a los arrendatarios y meros ocupantes allí establecidos. A tal efecto hay que hacer constar nuestro más profundo agradecimiento al excelentísimo Gobernador Civil, don Felipe Acedo Colunga, que, siempre ha atendido todo cuanto redunda en la grandeza de Barcelona, se ha percatado perfectamente desde el primer momento de la monumentalidad de nuestros proyectos y les ha prestado siempre el más cariñoso y entusiasta apoyo...»

El 14 de diciembre de 1952, el viejo campo de Les Corts registra el mayor lleno de su historia, recibiendo al Español, líder invicto tras once jornadas disputadas. La férrea censura de la dictadura impuso un silencio total sobre las tres muertes habidas por una venta de entradas muy superior al aforo del campo. Cientos de espectadores maltrechos y malheridos saltaron las vallas e invadieron el campo huyendo, y otros tantos quedaban tendidos sobre el césped para ser asistidos.

«...Pero allí estaba también, en su palco preferente, el ínclito señor Gobernador Civil y Jefe Provincial del Movimiento, Felipe Acedo Colunga, que tras saltar raudo al terreno de juego, empezó a repartir tortazos a sus policías hasta hacer volar algunas de sus gorras para terminar poniéndolos a todos firmes, lo que le valió una atronadora ovación del respetable. Hasta aquel momento, sombrerazo para aquel Gobernador, pero... Era claro, el Reglamento no permitía seguir jugando. Pero allí seguía el señor Acedo Colunga extralimitándose en sus poderes para continuar siendo el gran protagonista del evento, ordenando que se continuara jugando. Los señores Sáenz y Perelló, presidente y vicepresidentes pericos, abandonaban el terreno de juego entre indignados y asombrados por semejante abuso de autoridad, mientras que nuestro capitán Artigas seguía negándose a jugar de acuerdo con la inicial decisión arbitral. Ante la amenaza de ordenar su detención, el bueno de Artigas debió acceder a seguir jugando lo que significaba ir claramente al matadero...»

## Obra escrita
- El alma de la aviación española. Madrid: Espasa-Calpe, 1928.
- José Calvo Sotelo: la verdad de una muerte. Barcelona: Editorial Ahr. Colección «La epopeya y sus héroes». 1957.